# Эми Вонг
Э́ми Вонг (англ. Amy Wong, родилась в 2979 году) — один из основных персонажей мультсериала «Футурама». Марсианка китайского происхождения, работает в компании «Межпланетный экспресс» (англ. Planet Express) стажёром и ассистентом профессора Фарнсворта. Обладает учёной степенью PhD по прикладной физике. Актриса озвучки в оригинальной версии — Лорен Том, в русской озвучке — Ирина Савина.

## Биография
Эми родилась в ноябре или декабре 2979 года. Её родители — Лео (англ. Leo Wong) и Инез Вонг (англ. Inez Wong), богатейшие жители Марса, владеющие западным полушарием планеты, где расположено их ранчо. О детстве Эми известно немногое — например, что она страдала от лишнего веса, что ей не помешало стать чемпионом по мини-гольфу, в безуспешной попытке впечатлить отца, который всегда хотел сына.
Благодаря щедрым пожертвованием родителей Эми поступила в престижный Марсианский университет (англ. Mars University) на инженерный факультет. В последствии, она устроилась на работу стажёром в компанию своего университетского профессора Хьюберта Фарнсворта (по словам профессора, он её нанял, так как у них одна группа крови).
В 3003 году Эми стала небиологической матерью — между её возлюбленным инопланетянином Кифом Крокером и Лилой, центральным женским персонажем мультсериала, случайно произошёл обмен генетическим материалом, что привело к беременности Кифа. Для его вида беременность существа мужского пола является нормой, а матерью считается не биологический донор генов, но предмет воздыхания («смизмар»), коим и стала Эми. В 3008 году Эми и Киф поженились.
В 3010 году, после 12 лет стажировки (вместо 6 положенных — профессор Фарнсворт забыл ей об этом напомнить), получила PhD по специальности прикладная физика. Тем не менее, после получения учёной степени осталась работать в «Межпланетном экспрессе» на должности ассистента профессора.

## Характер и образ
По изначальным задумкам Эми должна была стать жесткой и мужеподобной женщиной-механиком азиатского происхождения. Однако, этот образ был в значительной степени переосмыслен, в том числе исходя из подбора актрис озвучки — жесткие черты характера в результате достались Лиле, озвученной Кэти Сагал. Эми, в свою очередь, стала обаятельной, неуклюжей и не слишком умной, регулярно использующей футуристический сленг «девушкой из богатой семьи». В оригинальной озвучке её стиль речи основан на южнокалифорнийском социолекте «valley girl». Также, будучи раздражённой, Эми нередко ругается на кантонском диалекте китайского языка.
Первоначальный образ Эми отчасти сохранился в повседневной одежде персонажа — в большинстве случаев она носит простой розовый спортивный костюм, которым был заменён предполагаемый комбинезон механика (по её словам — назло родителям, которые ждут от неё более женственного стиля одежды ). В случаях, когда Эми меняет образ, она предпочитает вызывающие и откровенные наряды. Несмотря на свою кажущуюся недалёкость, Эми нередко показывает профессиональные навыки инженера и учёного, ассистируя профессору Фарнсворту в его экспериментах и в одном из эпизодов даже самостоятельно спасает планету.

## Личная жизнь
В начале сериала Эми представляется легкомысленной и избалованной девушкой, постоянно меняющей партнёров. В дальнейшем, она вступает в длительные (с промежутками) отношения с Кифом Крокером, на протяжении которых показывается её личностный рост от девушки, интересующейся ночными клубами, шоппингом и боящейся потерять независимость, вступив в серьёзные отношения к становлению зрелой, самодостаточной женщиной, заботящейся о своих детях.
Большинство отношений Эми остаются за кадром и лишь упоминаются. Отличительной чертой персонажа является то, что после завершения романтических отношений у неё нет никаких проблем с переходом обратно к чисто деловым или дружеским отношениям, что резко контрастирует с характером Лилы. В отдельных эпизодах представлены краткосрочный роман с главным героем сериала Фраем, ночь с Зеппом Бранниганом, начальником её мужа Кифа (на тот момент Эми полагала, что его больше нет в живых) и «робосексуальный» роман с роботом Бендером. Роман с Бендером в эпизоде, посвящённом проблеме произвольности большинства сексуальных табу демонстрирует с одной стороны прогрессивность персонажа в данном вопросе, а с другой — её приверженность к моногамным отношениям.